# Теорія реального ділового циклу
Теорія реального ділового циклу, РДЦ (англ. Real business-cycle theory, RBC theory) — модель нової класичної макроекономіки, згідно з якою циклічні коливання значною мірою виникають через реальні (а не номінальні) шоки, що  . На відміну від інших великих теорій циклу, теорія РДЦ розглядає коливання як ефективну відповідь на екзогенні зміни реальних економічних показників. Таким чином, рівень сукупного випуску в країні неодмінно максимізує очікувану корисність. Уряду ж слід сконцентруватися на довгострокових структурних перетвореннях і не намагатися згладити короткострокові коливання шляхом фіскального або монетарного втручання.
Згідно з теорією РДЦ, ділові цикли є реальними, не являючи собою провал на ринках, а навпаки, найбільш ефективний шлях економіки, враховуючи її структуру. На даний момент теорія реальних циклів відрізняється від інших теорій ділових циклів, таких як кейнсіанська економіка чи монетаризм, які розглядають спади як провал ринку.
Теорія РДЦ категорично заперечує кейнсіанські підходи, а також тезу про реальну ефективність монетарної політики в редакціях монетаристів та нових кейнсіанців. Дві останні школи є основними в макроекономічній політиці. Теорія пов'язана з неокласичною традицією чиказької школи.
Теорія реальних ділових циклів є розвитком нової класичної теорії, яка, в свою чергу, є еволюцією вихідної класичної економіки. Насправді моделі РДЦ поділяють багато ключових позицій, сформульованих у нових класичних моделях. Саме тому їх іноді називають другим поколінням нових класичних моделей.

## Критика
Такі економісти, як Грегорі Менк'ю та Лоуренс Саммерс, критикують теорію реальних ділових циклів. Ця теорія базується на припущеннях (гіпотезах), які, на думку критиків, є нереальними:
1.Технологічні потрясіння є центром цієї теорії ділового циклу.
Окрім шоку з цінами на нафту в 1970-х роках, засновник теорії Едвард Прескотт не може назвати конкретні технологічні потрясіння, які, як стверджується, зіграли свою роль в історичних економічних коливаннях. Крім того, немає мікроекономічної основи для основних технологічних потрясінь, які передбачає ця теорія. Теорія реальних ділових циклів регулярно не перевіряється на основі альтернативних пояснень. Однак у більшості випадків існують цілком правдоподібні альтернативні пояснення.
2.Безробіття виникає через те, що люди вирішили менше працювати.
3.Грошово-кредитна політика не може впливати на хід економіки.
Сьогодні є широкий консенсус навіть серед економістів нової класичної макроекономіки щодо того, що заробітна плата та ціни не коригуються настільки швидко, наскільки це необхідно для відновлення балансу між попитом та пропозицією. Тому гіпотеза про неефективність грошово-кредитної політики сьогодні майже не підтримується.
Іншим важливим пунктом критики є те, що реальна теорія ділового циклу не може відобразити та описати розвиток ділового циклу в США. Лоуренс Саммерс писав:
|  | На мою думку, реальні моделі ділового циклу, які нам запропонував Е. Прескотт, не мають нічого спільного з явищами ділового циклу, що спостерігаються в США чи інших капіталістичних економіках |

## Основні положення теорії РДЦ
Основними положеннями теорії реального ділового циклу є такі:
- Економіка є конкурентною з гнучкими цінами, що в довгостроковому періоді забезпечує стан макроекономічної рівноваги на рівні повної зайнятості.
- Очікування формуються раціонально, відсутня інформаційна асиметрія.
- Коливання сукупного випуску переважно пов'язані з технологічними змінами, а різноманітні механізми поширюють вплив початкового імпульсу.
- Припускається, що робота і дозвілля заміщають один одного в часі. Безробіття, що з'являється під час спадів, є добровільним, а в довгостроковому періоді в економіці зберігається повна зайнятість ресурсів.

Теорія реального ділового циклу використовує модифікації неокласичних моделей економічного зростання і загальної макроекономічної рівноваги з гнучкими цінами, споживачами, фірмами і державою.

## Бізнес цикли
Якби ми робили знімки економіки в різні моменти часу, жодні дві фотографії не виглядали б схожими. Це відбувається з двох причин:
1. Багато розвинених економік демонструють стійке зростання з часом. Тобто знімки, зроблені через багато років, найімовірніше відображатимуть більш високий рівень економічної активності у пізніший період.
2. Існують випадкові коливання навколо цієї зростаючої тенденції. Якщо зробити два моментальні знімки в один і той самий час, то не можливо буде передбачити який перший, а який останній.